# Товарищ Ленин очищает землю от нечисти
«Товарищ Ленин очищает землю от нечисти» — советский плакат, создан в 1920 году В. Дени по рисунку М. Черемных 1918 года. Один из первых агитационных плакатов и одно из первых изображений Ленина, шедевр ленинианы — считается самым знаменитым плакатом с Лениным.

## Описание
Изображён земной шар, на котором стоит В. И. Ленин с метлой в руках и сметает с шара царей, капиталистов и попов.
Внизу надпись чёрными буквами: «Товарищ Ленин очищает землю от нечисти».

## История создания
Основой изображения Ленина на плакате послужил, как пишет французский историк Франсуа-Ксавье Кокен, вероятно создавший первый «образ» Ленина рисунок Черемных под названием «Товарищ Ленин за работой», впервые опубликованный на первых полосах в двух советских ежедневных изданиях: «Коммунар», и «Беднота» в ноябре 1918 года.
Причём к рисунку в газете «Коммунар» уже была подпись схожая с названием плаката «Товарищ Ленин, сметающий хлам с лица земли».
Известна идентичная плакату литография, выпущенная в 1919 году в Казани издательством Политотдела Запасной Армии Республики, на которой указано: «Неизвестный художник».
Плакат под названием «Товарищ Ленин очищает землю от нечисти» появился в ноябре 1920 года, к третьей годовщине Октября.

В дни первой годовщины Октября в газетах «Коммунар» и «Беднота» был помещён рисунок Черемныха «Тов. Ленин, сметающий хлам с лица земли». Об успехе, которым пользовался этот рисунок, можно судить хотя бы по тому, что через два года в Казани на его основе был издан плакат «Тов. Ленин очищает землю от нечисти», сделанный никем иным, как Дени.— исследователь советского плаката Марк Йоффе
Это одно из немногих прижизненных плакатных изображений Ленина, отмечено, что в справочном издании Б. С. Бутник-Сиверского речь идёт о семи таких плакатах.
Как один из первых агитационных плакатов с изображением Ленина, плакат создал его образ как вождя Советского государства.

## Критика
Отмечается, что в частности в данном плакате видно отличие плакатов Дени от агитационных плакатов того времени — во многом аллегоричных:

Работы крупнейшего мастера плаката тех лет — В. Н. Дени — решены иначе. На плакате «Товарищ Ленин очищает землю от нечисти» (1919) изображен Владимир Ильич, который выметает с земного шара царей, генералов и буржуев; они в панике разбегаются или кубарем летят с планеты. Сочетая в одном рисунке реальное и условное, Дени использует смех как острейшее оружие и добивается при этом доходчивости и убедительности. Плакаты Дени, в отличие от плакатов Моора, рассчитаны на внимательное, медленное рассматривание, отсюда стремление художника к подробной прорисовке деталей, повествовательности изображения.— Лениниана в советском изобразительном искусстве
Образ Ленина на плакате не похож на привычные глазу изображения, позднее из-за «неканонического» изображения Ленина данный плакат изымался из собраний коллекций музеев.
М. Ф. Николаева усматривает в этом изображении карикатурность ленинского образа, объясняя это тем, что «канон для изображения фигуры вождя еще не утвердился», однако, с этим мнением не согласился К. А. Богданов, указывая, что в массовом потоке изображений Ленина до 1940-х годов вождь революции предстает мало похожим на монументально-сурового творца революции, каким его станут изображать в 1960—1970-е годы.
По мнению французского историка Франсуа-Ксавье Кокен, именно рисунки Черемных и плакат Дени положили начало изображению Ленина в кепке.
Также по мнению французского историка, на плакате из двух «выметаемых» Лениным фигур царей одна — русский император, а вторая — германский кайзер — и тем самым Ленин показан «присваивающим заслуги в ниспровержении императорского режима Вильгельма II. Другими словами, эта карикатура приводит к лишению Альянса его победы над Германией.».
В 2017 году, к 100-летнему Революции, плакат был показан в Российской государственной библиотеке на выставке жемчужин собрания советских плакатов работы признанных мастеров жанров.